# Et moi, j'te dis qu'elle t'a fait de l'œil (film, 1950)
Pour les articles homonymes, voir Et moi, j'te dis qu'elle t'a fait de l'œil.
Pour plus de détails, voir Fiche technique et Distribution.
Et moi, j'te dis qu'elle t'a fait de l'œil est un film français réalisé par Maurice Gleize, sorti en 1950.

## Synopsis
Les rapports entre une femme, son mari et son amant, se compliquent quand elle devient jalouse de l'un et de l'autre. 
André Courvalin (Bernard Lancret) est l'amant d'Aurèlie Lambrusque (Madeleine Lebeau). Sa tante (Jeanne Fusier-Gir) n'admet pas cette situation et projette de lui présenter sa filleule à fin de mariage. Yves Ploumanach (Jean Parédès) son ami, un jeune homme très rigoriste, vient lui annoncer qu'il va se marier, et Suzanne Lambertier (Denise Provence), la future fiancée de ce dernier restée seule un moment avec lui, lui vante les vertus du mariage. Convaincu d'avoir été dans le mauvais chemin André décide de rompre avec Aurèlie et il confie à Yves Ploumanach le soin de lui annoncer cette rupture. De son côté Aurélie afin de pouvoir divorcer de son mari (Jacques Louvigny) prévient ce dernier qu'elle attend son amant et qu'il peut venir faire un constat d'adultère. 
Mais quand André Courvalin découvre à quoi ressemble la future que lui propose sa tante, il revient sur sa décision, se précipite pour retrouver Aurèlie, mais est retardé par des ennuis avec sa voiture. Ploumanach vient comme convenu annoncer la rupture à Aurèlie. Celle-ci, voulant divorcer à tout prix lui fait un chantage au suicide afin qu'il soit présent dans le lit au moment du constat…
Après une suite de quiproquos, André Courvalin déclarera sa flamme à Suzanne Lambertier. Quant à Yves Ploumanach, sous la pression d'Edgar Lambrusque, il se mariera avec Aurèlie, une fois celle-ci divorcée, mais sans se faire aucune illusion.

## Fiche technique
- Titre français : Et moi, j'te dis qu'elle t'a fait de l'œil
- Réalisation : Maurice Gleize, assisté de Jean-Paul Sassy
- Scénario : Maurice Gleize d'après la pièce de théâtre éponyme de Maurice Hennequin et Pierre Veber
- Décors : Jacques Krauss
- Photographie : Paul Cotteret
- Son : Tony Leenhardt
- Montage : Renée Guérin
- Musique : Georges Derveaux
- Production : Albert-Pierre Barrière
- Société de production : Mondia Films
- Société de distribution : Pathé Consortium Cinéma
- Pays de production :  France
- Langue originale : français
- Format : Noir et blanc — 35 mm — 1,37:1 — son Mono
- Genre : Comédie
- Durée : 85 minutes
- Date de sortie : 
  - France : 20 décembre 1950

## Distribution
- Bernard Lancret : André Courvalin
- Madeleine Lebeau : Aurélie Lambrusque
- Jean Parédès : Yves Ploumanach
- Denise Provence : Suzanne Lambertier
- Jacques Louvigny : Edgar Lambrusque
- Jeanne Fusier-Gir : Mme Lespinois
- Charles Dechamps : Le commissaire de police
- Bernard Charlan : Un agent
- Mona Navarra : Anne-Marie
- Marcel Charvey : L'agent de l'Étoile
- Léon Pauléon : Le mari de l'accusée
- Frédéric Duvallès : Auguste
- Jean Sylvain : le secrétaire
- Nicole Delage : 	Marthe
- Gisèle Frery : Francine